# (48373) Горгифион
(48373) Горгифион (лат. Gorgythion, др.-греч. Γοργυθίων) — троянский астероид Юпитера, двигающийся в точке Лагранжа L5, в 60° позади планеты. Астероид был открыт 16 октября 1977 года голландскими астрономами К. Й. ван Хаутеном, И. ван Хаутен-Груневельд и Томом Герельсом в Паломарской обсерватории и назван в честь Горгифиона, одного из персонажей древнегреческой мифологии.

Орбита астероида Горгифион и его положение в Солнечной системе